# Dovestone Reservoir
Le réservoir de Dovestone est un lac de barrage situé à la convergence des vallées de Greenfield et de Chew Brooks dans les Saddleworth Moor et s'étend au-dessus du village de Greenfield (en), dans le Grand Manchester, en Angleterre.
Le réservoir se trouve à l'extrémité ouest du parc national de Peak District. Il fournit de l'eau potable aux environs et est une attraction touristique, offrant plusieurs promenades parmi des paysages pittoresques.

## Barrage
Ashton under Lyne, Stalybridge & Dukinfield Joint Committee obtient par une loi du Parlement en 1958 de construire le réservoir. Le comité engage GH Hill & Sons en tant qu'ingénieurs et l'entrepreneur est la AE Farr & Company. J.B. Blayney était employé comme architecte paysagiste comme l'exige la loi. Les travaux commencent en 1960 et se terminent en octobre 1966.
Le remblai en terre du barrage mesure 38 mètres de haut et 550 mètres de long. Il mesure 4,25 mètres de large à la crête et 183 mètres au point le plus large à sa base. Une coulée de béton dans une tranchée de 23 mètres de profondeur assure l'étanchéité entre les fondations et les travaux de terrassement, empêchant les fuites. Le volume du barrage est de 34 000 mètres cubes d'eau.
En 2010, la Royal Society for the Protection of Birds s'intéresse à la région et décide de gérer les landes et les bois environnants, en association avec United Utilities.